# Li Shanshan (gymnastique)
Pour les articles homonymes, voir Li Shanshan.
Dans ce nom chinois, le nom de famille, Li, précède le nom personnel.
Li Shanshan (née le 22 février 1992 à Huangshi) est une gymnaste chinoise.

## Carrière
Li Shanshan remporte aux Jeux olympiques d'été de 2008 à Pékin la médaille d'or du concours général par équipes féminin avec Cheng Fei, Deng Linlin, He Kexin, Jiang Yuyuan et Yang Yilin.
Elle met un terme à sa carrière à la fin de l'année 2009.

## Palmarès

### Jeux olympiques
- Pékin 2008
  -  médaille d'or au concours par équipes

### Championnats du monde
- Madrid 2007
  -  médaille d'argent au concours par équipes
  -  médaille d'argent à la poutre